# Damenbundesliga 2013 (Football)
Die Damenbundesliga (DBL) Saison 2013 war die 22. Spielzeit in der höchsten Spielklasse des American Football in Deutschland für Frauen.
Das Eröffnungsspiel der Saison 2013 bestritten die Bochum Miners gegen die Hamburg Amazons am 4. Mai 2013 um 15 Uhr. Die DBL-Saison 2013 wurde von Mai bis September ausgetragen. Im Anschluss an die reguläre Saison fanden ein Halbfinale und das Finale, der Ladiesbowl XXII statt.
Das Finale wurde am 21. September in Frankfurt (Oder) ausgetragen. Wie in den Vorjahren gewannen die Berlin Kobra Ladies, dieses Mal gegen Crailsheim Hurricanes mit 20:16.

## Modus
In der Saison 2013 traten insgesamt acht Teams in zwei getrennten Gruppen an (vier pro Gruppe). Jede dieser Gruppen trägt ein doppeltes Rundenturnier aus, wobei jedes Team einmal das Heimrecht genießt. Nach jeder Partie erhält die siegreiche Mannschaft zwei und die besiegte null Punkte. Bei einem Unentschieden erhält jede Mannschaft einen Punkt. Die Punkte des Gegners werden als Minuspunkte gerechnet. Nach Beendigung des Rundenturniers wird eine Rangliste ermittelt, bei der zunächst die Anzahl der erzielten Punkte entscheidend ist. Bei Punktgleichheit entscheidet der direkte Vergleich.
Nach den Rundenturnieren spielen die jeweils zwei bestplatzierten Mannschaften in zwei Play-off-Runden um die Deutsche Meisterschaft.

Pro Gruppe qualifizieren sich zwei Teams für die Play-offs: die Gruppenersten und -zweiten. In der ersten Runde der Play-offs, dem Halbfinale, spielen die Gruppen Nord und Süd über Kreuz gegeneinander, der jeweils Erstplatzierte spielt also gegen den Zweitplatzierten der anderen Gruppe. Hierbei genießen die Gruppenersten Heimrecht. Die siegreichen Teams treten im Ladiesbowl gegeneinander an.

## Teams
In der Gruppe A haben die folgenden Teams am Ligabetrieb teilgenommen:
- Berlin Kobra Ladies
- Bochum Miners
- Hamburg Amazons
- Düsseldorf Blades

In der Gruppe B haben die folgenden Teams am Ligabetrieb teilgenommen:
- Crailsheim Hurricanes
- Mainz Golden Eagles Ladies
- Mülheim Shamrocks
- Munich Cowboys Ladies

## Saisonverlauf
In diesem Jahr traten acht Teams in der DBL an. Die Cologne Falconets stiegen zuvor freiwillig in die DBL 2 und Kiel Baltic Hurricanes Ladies mussten auf den Spielbetrieb verzichten.
Die Saison begann am 4. Mai mit einem Eröffnungsspiel der Bochum Miners gegen die Hamburg Amazons, welches Bochum 25:9 gewann.
Nordmeisterinnen wurden ungeschlagen die Berlin Kobra Ladies, die im Halbfinale mit 23:20 gegen die Munich Cowboys Ladies gewannen und damit im Ladiesbowl standen. Gruppenzweite wurden die Düsseldorf Blades.
In der Süd-Gruppe gewannen die Crailsheim Hurricanes den Meistertitel vor den Munich Cowboys Ladies. Im Halbfinale gewann Crailsheim gegen Düsseldorf mit 24:19.
Das Saisonfinale, der Ladiesbowl XXII, fand in diesem Jahr im Fritz-Lesch-Sportpark in Frankfurt (Oder) mit den Berlin Kobra Ladies und Crailsheim Hurricanes statt. Die Berlinerinnen gewannen am Ende mit 20.16. Für Berlin war es der siebte Meisterschaftstitel insgesamt und in Folge.

### Abschlusstabellen
| Gruppe A | Gruppe A            | Gruppe A | Gruppe A | Gruppe A | Gruppe A | Gruppe A | Gruppe A |    | Gruppe B                   | Gruppe B | Gruppe B | Gruppe B | Gruppe B | Gruppe B | Gruppe B | Gruppe B |
| #        | Team                | Punkte   | Sp       | S        | U        | N        | TD-Pkt.  | #  | Team                       | Punkte   | Sp       | S        | U        | N        | TD-Pkt.  |          |
| -------- | ------------------- | -------- | -------- | -------- | -------- | -------- | -------- | -- | -------------------------- | -------- | -------- | -------- | -------- | -------- | -------- | -------- |
| 1.       | Berlin Kobra Ladies | 12:0     | 6        | 6        | 0        | 0        | 318:260  | 1. | Crailsheim Hurricanes      | 10:20    | 6        | 5        | 0        | 1        | 261:121  |          |
| 2.       | Düsseldorf Blades   | 05:7     | 6        | 2        | 1        | 3        | 121:108  | 2. | Munich Cowboys Ladies      | 10:20    | 6        | 5        | 0        | 1        | 187:980  |          |
| 3.       | Hamburg Amazons     | 04:8     | 6        | 2        | 0        | 4        | 049:147  | 3. | Mülheim Shamrocks          | 02:10    | 6        | 1        | 0        | 5        | 108:185  |          |
| 4.       | Bochum Miners       | 03:9     | 6        | 1        | 1        | 4        | 046:253  | 4. | Mainz Golden Eagles Ladies | 02:10    | 6        | 1        | 0        | 5        | 059:211  |          |

Erläuterung: Play-off-Qualifikation, Stand: 21. September 2013 (Saisonende)
- Tie-Break:
  - Crailsheim gewinnt direkten Vergleich gegen München (68:65)
  - Mülheim gewinnt direkten Vergleich gegen Mainz (50:31)

### Play-offs
|  | Halbfinale | Halbfinale            | Halbfinale |  |  | Ladiesbowl XXII | Ladiesbowl XXII       | Ladiesbowl XXII |
|  |            |                       |            |  |  |                 |                       |                 |
|  |            |                       |            |  |  |                 |                       |                 |
|  | A1         | Berlin Kobras Ladies  | 23         |  |  |                 |                       |                 |
|  | B2         | Munich Cowboys Ladies | 20         |  |  |                 |                       |                 |
|  |            |                       |            |  |  | A1              | Berlin Kobras Ladies  | 20              |
|  |            |                       |            |  |  | B1              | Crailsheim Hurricanes | 16              |
|  | B1         | Crailsheim Hurricanes | 24         |  |  |                 |                       |                 |
|  | A2         | Düsseldorf Blades     | 19         |  |  |                 |                       |                 |
|  |            |                       |            |  |  |                 |                       |                 |

Halbfinale
|                                   |                             |  |                     |                           |                       |  |                     |
|                                   | Berlin 08.09.2013 15:00 Uhr |  | Berlin Kobra Ladies | \| \| 24 : 20 \| \| \| \| | Munich Cowboys Ladies |  | Stadion Wilmersdorf |
| (8:6, 8:0, 0:8, 8:6) Spielbericht | Berlin 08.09.2013 15:00 Uhr |  | Berlin Kobra Ladies |                           | Munich Cowboys Ladies |  | Stadion Wilmersdorf |
|                                   | 24 : 20                     |  |                     |                           |                       |  |                     |
|                                   |                             |  |                     |                           |                       |  |                     |

|                                     |                                 |  |                       |                           |                   |  |              |
|                                     | Crailsheim 08.09.2013 13:00 Uhr |  | Crailsheim Hurricanes | \| \| 24 : 19 \| \| \| \| | Düsseldorf Blades |  | Titans Field |
| (0:0, 12:6, 0:6, 12:7) Spielbericht | Crailsheim 08.09.2013 13:00 Uhr |  | Crailsheim Hurricanes |                           | Düsseldorf Blades |  | Titans Field |
|                                     | 24 : 19                         |  |                       |                           |                   |  |              |
|                                     |                                 |  |                       |                           |                   |  |              |

Ladiesbowl XXII
|  |                                       |  |                     |                           |                       |  |                       |
|  | Frankfurt (Oder) 21.09.2013 14:00 Uhr |  | Berlin Kobra Ladies | \| \| 20 : 16 \| \| \| \| | Crailsheim Hurricanes |  | Fritz-Lesch-Sportpark |
|  | Frankfurt (Oder) 21.09.2013 14:00 Uhr |  | Berlin Kobra Ladies |                           | Crailsheim Hurricanes |  | Fritz-Lesch-Sportpark |
|  | 20 : 16                               |  |                     |                           |                       |  |                       |
|  |                                       |  |                     |                           |                       |  |                       |